# Conrad Schmidt
Pour les articles homonymes, voir Schmidt.
Conrad Schmidt, né le 25 novembre 1863 et mort le 14 octobre 1932, est un économiste, philosophe et journaliste allemand. Considéré comme un penseur marxiste, il est membre du Parti social-démocrate (PSD).

## Biographie
Conrad Schmidt nait dans une famille militante du PSD. Il est le frère aîné de la peintre Käthe Kollwitz. Au milieu des années 1880, il étudie à Berlin et soutient en 1887 sa thèse de doctorat à Leipzig sur le « salaire naturel », dans laquelle il compare les théories du salaire et de l'exploitation de Karl Rodbertus à celles de Karl Marx. Schmidt rejette d'abord la théorie de Marx en tant qu'hypothèse non prouvée, en faveur de la théorie de Rodbertus, fondée sur la reconnaissance des droits naturels. Il révise ensuite son jugement et devient un marxiste convaincu après un examen plus approfondi des écrits de Marx.
Schmidt a introduit et tenté de trouver une solution au problème de la transformation. Après avoir présenté sa théorie à Friedrich Engels, celui-ci le soutient, avec Karl Kautsky, à publier en 1889 l'ouvrage Die Durchschnittsprofitrate auf Grundlage des Marxschen Wertgesetzes. Il se rapproche ainsi d'Engels et passe souvent ses soirées chez lui. Les deux hommes entretiennent une correspondance animée. La lettre d'Engels à Schmidt du 27 octobre 1890 est considérée comme un document phare de l'histoire du marxisme,.
En 1890, sur les conseils d'Engels, Schmidt accepte un poste de rédacteur en chef du journal suisse Züricher Post. Schmidt se tourne vers le déterminisme économique d'Engels et opte pour des positions néo-kantiennes. Il souligne les aspects éthiques du mouvement ouvrier tels que le sacrifice, la conscience et la loyauté envers le parti. Selon Schmidt, ces qualités découlent des instincts primaires hyperégoïstes qui se forment au sein de tout être vivant au cours de l'évolution dans un but de préservation et de rationalisation chez l'homme, afin de se réaliser pleinement dans la classe ouvrière. Les travaux philosophiques de Schmidt, où il propose de combiner marxisme et kantisme, ont servi de fondement idéologique au révisionnisme de Eduard Bernstein,.
Ne voyant aucune possibilité de carrière universitaire en Suisse, Schmidt retourne à Berlin en 1895, où il travaille pour l'hebdomadaire social-démocrate Vorwärts. Il est président de la Freie Volksbühne de 1897 jusqu'en 1918. En 1919, Konrad Haenisch le nomme professeur à l'Université technique de Berlin, où il enseigne jusqu'en 1932, année de sa mort,.
Conrad Schmidt et son épouse Anna sont enterrés dans le département des artistes du Cimetière central de Berlin-Friedrichsfelde.